# Posłowie na Sejm Rzeczypospolitej Polskiej V kadencji (1938–1939)
Posłowie na Sejm Rzeczypospolitej Polskiej V kadencji zostali wybrani podczas wyborów parlamentarnych, które odbyły się w dniu 6 listopada 1938.
Pierwsze posiedzenie odbyło się 28 listopada 1938, a ostatnie, 31. – 2 września 1939. Kadencja Sejmu trwała od 28 listopada 1938 do 2 listopada 1939. Pierwotnie miała upłynąć 28 i 29 listopada 1943, jednak została skrócona na mocy zarządzenia Prezydenta Rzeczypospolitej z dnia 2 listopada 1939 r. o rozwiązaniu Sejmu i Senatu.
Kluby i koła na pierwszym posiedzeniu Sejmu V kadencji.
| Ugrupowanie polityczne | Ugrupowanie polityczne                        | XI 1938 |
| ---------------------- | --------------------------------------------- | ------- |
|                        | Obóz Zjednoczenia Narodowego                  | 166     |
|                        | Ukraińska Reprezentacja Parlamentarna         | 14      |
|                        | Koło Posłów Niezależnych                      | 13      |
|                        | Żydowskie Koło Parlamentarne                  | 5       |
|                        | Ukraińska Reprezentacja Parlamentarna Wołynia | 4       |
|                        | Posłowie niezrzeszeni                         | 6       |
| Razem                  | Razem                                         | 208     |

## Prezydium Sejmu V kadencji
| Poseł                                                               | Poseł                  | Funkcja                          | Klub                                  | Czas pełnienia funkcji | Czas pełnienia funkcji | Czas pełnienia funkcji |
| Poseł                                                               | Poseł                  | Funkcja                          | Klub                                  | Od                     | Do                     |                        |
| ------------------------------------------------------------------- | ---------------------- | -------------------------------- | ------------------------------------- | ---------------------- | ---------------------- | ---------------------- |
|                                                                     | Stanisław Skwarczyński | Marszałek senior                 | KP Obozu Zjednoczenia Narodowego      | 28 listopada 1938(dts) | 28 listopada 1938(dts) |                        |
| Marszałek senior przewodniczy obradom Sejmu przed wyborem Prezydium |                        |                                  |                                       |                        |                        |                        |
|                                                                     | Wacław Makowski        | Marszałek Sejmu                  | KP Obozu Zjednoczenia Narodowego      | 28 listopada 1938(dts) | 2 listopada 1939(dts)  |                        |
| Wacław Długosz                                                      | Wicemarszałek Sejmu    | KP Obozu Zjednoczenia Narodowego | 28 listopada 1938(dts)                | 2 listopada 1939(dts)  |                        |                        |
| Jan Jedynak                                                         | Wicemarszałek Sejmu    | KP Obozu Zjednoczenia Narodowego | 28 listopada 1938(dts)                | 2 listopada 1939(dts)  |                        |                        |
|                                                                     | Wasyl Mudry            | Wicemarszałek Sejmu              | Ukraińska Reprezentacja Parlamentarna | 28 listopada 1938(dts) | 2 listopada 1939(dts)  |                        |
|                                                                     | Leon Surzyński         | Wicemarszałek Sejmu              | KP Obozu Zjednoczenia Narodowego      | 28 listopada 1938(dts) | 2 listopada 1939(dts)  |                        |
| Zdzisław Wenda                                                      | Wicemarszałek Sejmu    | KP Obozu Zjednoczenia Narodowego | 28 listopada 1938(dts)                | 2 listopada 1939(dts)  |                        |                        |

## Lista według przynależności partyjnej (stan na koniec kadencji)

### Obóz Zjednoczenia Narodowego(164 posłów)
- Witold Antonowicz
- Mieczysław Augustyniak
- Władysław Barański
- Adam Bardziński
- Franciszek Bartczak
- Tomasz Bartoszek
- Maksymilian Bartsch
- Teodor Bartuś
- Robert Bijasiewicz
- Adolf Bohusz-Szyszko
- Michał Browiński
- Lucjan Brylski
- Teofil Budzanowski
- Stanisław Chmieliński
- Henryk Chrzanowski
- Marian Cieplak
- Zygmunt Cšadek
- Jan Czarnecki
- Marian Czarnek
- Antoni Czerwiński
- Stanisław Dąbrowski
- Antoni Deryng
- Franciszek Długiewicz
- Wacław Długosz
- Józef Dobkowski
- Adam Dobrowolski
- Zygmunt Döllinger
- Franciszek Drożdż
- Tadeusz Dudrewicz
- Włodzimierz Dziekoński
- Edward Ludwik Ekert
- Alfons Erdman
- Eugeniusz Filipowicz
- Franciszek Filipski
- Józef Frąckiewicz
- Tadeusz Gdula
- Jan Gebethner
- Józef Głowacki
- Franciszek Górski
- Władysław Górski
- Włodzimierz Grochowski
- Antoni Groth
- Aleksander Grzybkowski
- Stanisław Gutowski
- Stanisław Hoffmann
- Józef Hołysz
- Stanisław Hupsch
- Tadeusz Jabłoński
- Robert Jahoda-Żółtowski
- Józef Jakubowicz
- Bolesław Janicki
- Bolesław Jankowski (poseł)
- Franciszek Jaworski
- Jan Henryk Jedynak
- Stanisław Jóźwiak
- Eugeniusz Jurkowski
- Klemens Kaczorowski
- Feliks Kamiński
- Walenty Karlikowski
- Feliks Karśnicki
- Benedykt Kieńć
- Maksymilian Klimczuk
- Władysław Klimek
- Stefan Klimkiewicz
- Józef Kobosko
- Franciszek Kolbusz
- Ferdynand Kondysar
- Marian Zyndram-Kościałkowski
- Andrzej Koter
- Jan Krengelewski
- Józef Kruk
- Czesław Krupski
- Wilhelm Krzysztoń
- Michał Krzywiec
- Stefania Jadwiga Kudelska
- Marian Kwapisiewicz
- Eugeniusz Kwiatkowski
- Tadeusz Lechnicki
- Stanisław Leopold
- Zbigniew Lepecki
- Stefan Lgocki
- Roman Lipski
- Jan Łobodziński
- Piotr Łyszczak
- Alojzy Machalica
- Jerzy Machlejd
- Mieczysław Malinowski
- Franciszek Marcinkowski
- Zbigniew Matraś
- Józef Mazurkiewicz
- Alfred Milewski
- Stanisław Mystkowski
- Józef Nodzykowski
- Tadeusz Novák
- Zygmunt Nowara
- Mieczysław Orlański
- Józef Ostafin
- Roman Ostaszewski
- Stanisław Ostrowski
- Jan Osuchowski
- Władysław Józef Padacz
- Michał Pankiewicz
- Jan Pawłowski
- Józef Piech
- Bolesław Roman Pikusa
- Jan Piotrowski
- Józef Pisarek
- Józef Plebanek
- Piotr Potaczek
- Szymon Pyszko
- Ludwik Raczkowski
- Stanisław Ratajczyk
- Antoni Rostek
- Stefan Rudziński
- Józef Ryszka
- Tomasz Sandecki
- Józef Sanojca
- Adolf Sarnecki
- Leon Sarzyński
- Brunon Sikorski
- Adam Andrzej Skotnicki
- Stanisław Skwarczyński
- Felicjan Sławoj Składkowski
- Piotr Sobczyk
- Marian Sokołowski
- Wojciech Sosiński
- Józef Sowa
- Zygmunt Sowiński
- Zdzisław Stahl
- Maciej Starzewski
- Włodzimierz Szczepański
- Krzysztof Szczytt-Niemirowicz
- Jan Szejko
- Piotr Szumowski
- Stanisław Szwed
- Franciszek Szymański
- Stanisław Śleszyński
- Michał Świetnicki
- Kazimierz Święcicki
- Emanuel Tomas
- Henryk Trębicki
- Jan Trzeciak
- Franciszek Tylman
- Juliusz Ulrych
- Marian Wadowski
- Edwin Norbert Wagner
- Zygmunt Wenda
- Jan Wichliński
- Antoni Wieczorkiewicz
- Stanisław Wnęk
- Bolesław Wnuk
- Jan Wójcik
- Paweł Wróbel
- Czesław Wróblewski
- Wojciech Wydra-Nawrocki
- Michał Wymysłowski
- Mieczysław Wyszyński
- Włodzimierz Zarzycki
- Leopold Zieleśkiewicz
- Grzegorz Zimny
- Tadeusz Żenczykowski
- Alfons Żukiel
- Witold Żyborski

### Bezpartyjni (21 posłów)
- Edward Dudkiewicz
- Juliusz Dudziński
- Jan Jędrejek
- Władysław Konieczny
- Włodzimierz Kosidło
- Józef Lubelski
- Pawło Łysiak
- Józef Milewski
- Aleksander Ogrodnik
- Jan Pieniążek
- Jan Pietrzak
- Jerzy Pikulski
- Ludwik Pleszczynski
- Józef Putek
- Roman Rudnicki
- Franciszek Stoch
- Władysław Szumański
- Antoni Szymanowski
- Antoni Wawrzkowicz
- Lucjan Żeligowski

### Koło ukraińskie (18 posłów)
- Stepan Baran
- Stepan Bilak
- Wasyl Boluch
- Mykyta Bura
- Wołodymyr Cełewycz
- Hryń Hankewycz
- Wasyl Mudry
- Wołodymyr Onufrejczyk
- Zinowij Pełenśkyj
- Roman Perfećkyj
- Borys Pimonow
- Stepan Skrypnyk
- Dmytro Wełykanowycz
- Iwan Wolanśkyj
- Stepan Wytwyckyj
- Stepan Nawroćkyj
- Genadiusz Szymanowski
- Iłarion Tarnawski

### Koło żydowskie (5 posłów)
- Lejb Jakub Mincberg
- Ignacy Schwarzbart
- Salomon Seidenman
- Emil Sommerstein
- Jakub Jankiel Trockenheim